# Friedrich Clemens Gerke
Friedrich Clemens Gerke (Osnabrück, 22 de enero de 1801 - Hamburgo, 21 de mayo de 1888) fue un escritor alemán, periodista, músico y pionero de la telegrafía por el desarrollo ulterior del código Morse. La torre de comunicaciones de 230 metros de altura en Cuxhaven fue nombrada en su honor.

## Vida

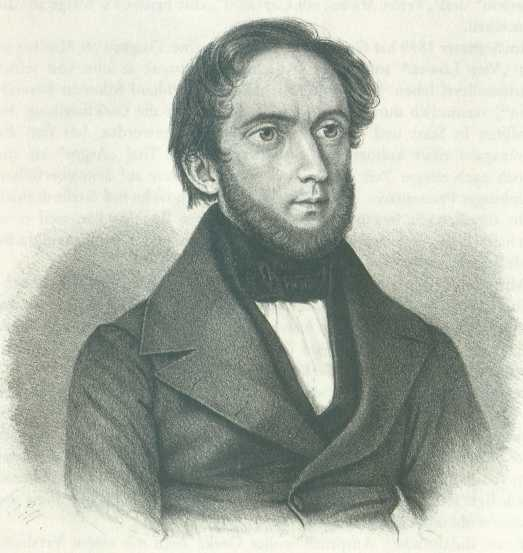
Friedrich Clemens Gerke, litografía de A. Lill.

Gerke nació en una familia modesta. A la edad de 16 años consigue un puesto en Hamburgo, primero como servidor y escribiente del científico sin cargo público Arnold Schuback. En 1818 va como oficinista a casa del senador Brunnemann y gana por primera vez un sueldo fijo. El 10 de julio se casa con Sophie Marianne Ducalais, una joven y guapa emigrante francesa sin recursos. Intentan de establecerse por su propia cuenta con una sombrerería, pero poco después quedan arruinados. 
Deciden emigrar y él se enrola en el ejército británico. Pasando por Twielenfleth y Helgoland se trasladan al Canadá. Gerke sirvió como músico en el Batallón de fusileros del 60.° Regimiento del ejército británico. El servicio militar no le gusta a Gerke y logra poner un reemplazante que presta lo restante de su servicio. 
Después de volver a Hamburgo, trabaja como músico en cabarets en Altona y St. Pauliy utiliza los nuevos conocimientos lingüísticos para traducir libros sobre la técnica telegráfica. En aquella época empieza también su actividad como
escritor y periodista. Después de unos años pudo terminar su carrera de músico y siguió solo como escritor.

## Telegrafía óptica
A partir de 1838 trabaja para J.L.Schmidt, jefe de la línea telegráfica-óptica Hamburgo-Cuxhaven y soluciona los problemas de esta empresa de comunicación. Esta línea telegráfica servía para anunciar a buques en el río Elba a una central de información.
En 1842 pidió ayuda por vía telegráfica a los alrededores de Hamburgo al declararse el gran incendio de Hamburgo.

## Telegrafía eléctrica
Por iniciativa del senador Möring, los americanos William y Charles Robinson presentaron el telégrafo Morse eléctrico en Hamburgo. Reconociendo las ventajas de la nueva técnica, Gerke ingresa en la "Elektro-Magnetische Telegraphen Compagnie"
(Compañía de telégrafo electro-magnético) que instaló una línea de comunicación entre Hamburgo y Cuxhaven el 15 de julio de 1848. Gerke fue nombrado inspector en 1847 en esa empresa que utilizaba por primera vez el alfabeto Morse en Europa.

## Revisión del código Morse
Gerke reconoció los inconvenientes del código Morse americano y transformó cerca de la mitad de los signos en su alfabeto telegráfico internacional, que sigue usándose en el mundo entero. La desventaja esencial del código Morse americano consistía en la señalización de signos largos "más cortos" y "más largos". En el sistema de Gerke existen solo signos cortos y largos. Un signo largo tiene la triple duración de un signo corto. La codificación de los números se basa en un sistema minucioso.

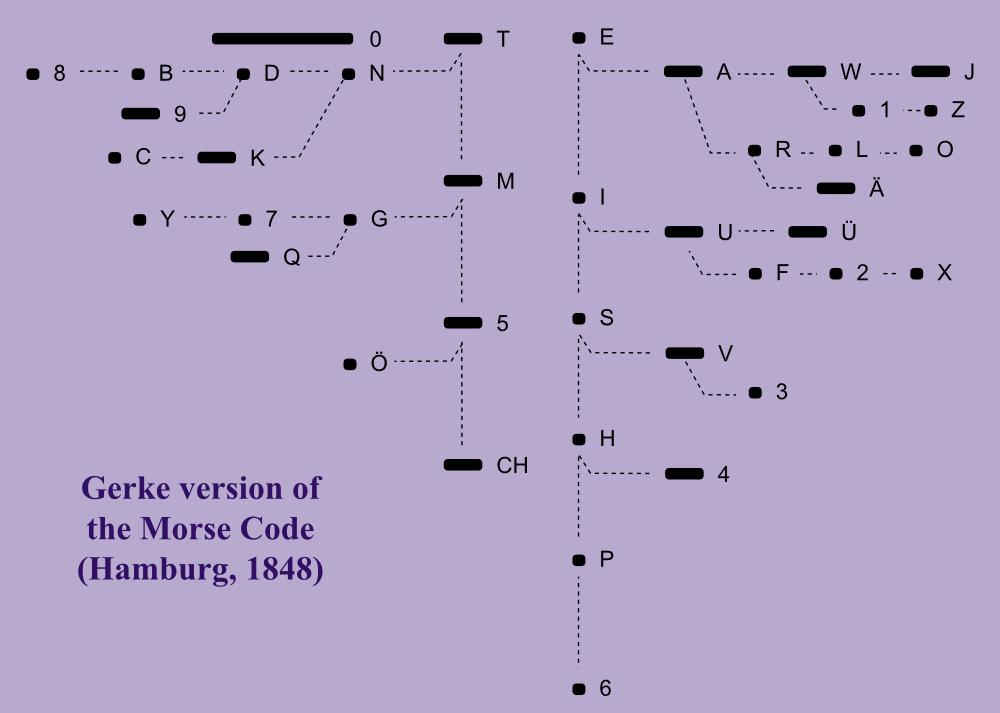
Código Morse según Gerke.

En 1850 murió su mujer Marianne sin haber tenido hijos. Poco después Gerke se casó con una mujer bastante más joven, con la que tuvo 5 hijos.
A partir de 1868 Gerke trabajó en la oficina de telégrafos vuelta a inaugurar en Hamburgo con el puesto de director en 1869.
Gerke murió el 21 de mayo de 1888 y fue sepultado en Hamburgo en el cementerio Ohlsdorf. Sus parientes renunciaron a su sepultura en los años 1930.